# Чесноков Іван Васильович
Іван Васильович Чесноков (1929, село Пєчки, тепер Навлінського району Брянської області, Російська Федерація — загинув 29 травня 1964, місто Кадіївка, Луганська область) — український радянський діяч, новатор виробництва, шахтар, бригадир комплексної бригади очисного вибою шахти № 3—3-біс тресту «Кадіїввугілля» Луганської області. Депутат Верховної Ради УРСР 6-го скликання.

## Біографія
Народився в селянській родині. Трудову діяльність розпочав у 1945 році колгоспником колгоспу села Пєчки Навлінського району Брянської області РРФСР. У 1946 році переїхав до міста Кадіївки Ворошиловградської області.
У 1948—1949 роках — вантажник, слюсар Кадіївської автобази № 6 тресту «Кадіїввугілля» Ворошиловградської області.
З 1949 по травень 1964 року — лісогон, вибійник, бригадир комплексної бригади робітників очисного вибою шахти № 3—3-біс тресту «Кадіїввугілля» міста Кадіївки Луганської області. Ударник комуністичної праці.
Член КПРС.
Трагічно загинув 29 травня 1964 року через обвалення покрівлі в лаві. На його честь шахта № 3—3-біс була перейменована у шахту імені Івана Васильовича Чеснокова.

## Нагороди
- звання «Ударник комуністичної праці» (1958)